# Насадочная линза

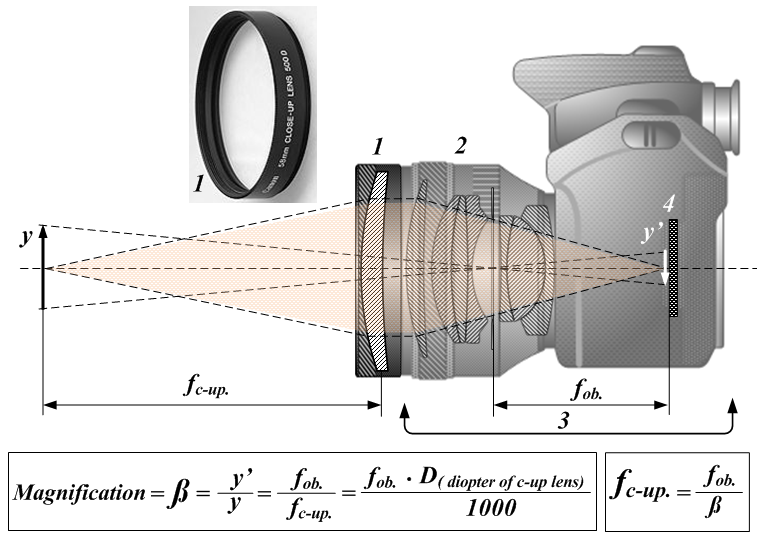
Расположение насадочной линзы на объективе

Наса́дочная ли́нза (ма́кроли́нза при положительном фокусном расстоянии, англ. close-up filter) — дополнительное приспособление к объективу, изменяющее величину его фокусного расстояния (угла изображения). Она заключена в оправу и надевается непосредственно на объектив, обычно, накручиваясь как светофильтр. Положительная линза уменьшает фокусное расстояние (увеличивает угол изображения), а отрицательная увеличивает (уменьшает угол изображения). Наиболее распространены обычные однолинзовые, сферические макролинзы без просветления, но существуют и намного более дорогие ахроматические — двухлинзовые, с просветлением, и асферические.

## Описание
Визуально насадочная линза представляет собой тонкую линзу в оправе со стандартным резьбовым креплением на объектив таким же, как и у светофильтров.
Форма линз обычно выпукло-вогнутая, выпуклой стороной от объектива — такая форма предпочтительна для короткофокусных широкоугольных объективов, но встречаются плоско-выпуклые, и макролинзы с наружной вогнутой стороной — при такой форме сферическая аберрация минимальна, что особенно хорошо для телеобъективов.
Насадочные линзы выпускаются как производителями объективов, например, Canon, Nikon, Sony, КМЗ, ЛЗОС, ЛОМО, так и сторонними фирмами ИПЗ, Marumi, и многими другими.
Макролинза используется в фотографии для съёмки небольших объектов крупным планом без применения специализированного макрообъектива (см. Макросъёмка). Макролинзы работают подобно лупе или очкам для чтения, приближая изображение к основному объективу.
Основным преимуществом такого решения является невысокая, по сравнению со специализированным макрообъективом, цена, а также возможность совершать макросъёмку аппаратом с несменной оптикой. Однако и результат получается несколько хуже, особенно заметна потеря резкости по краям изображения.

## Влияние на прочие характеристики объектива

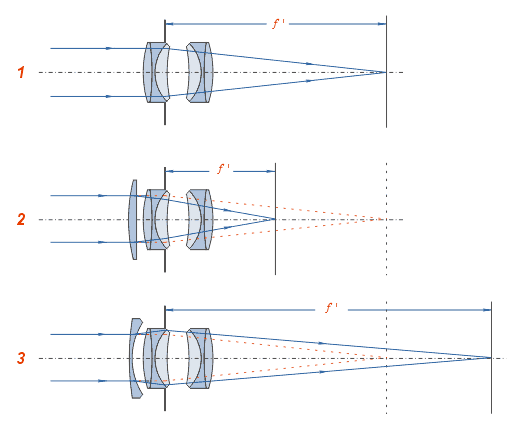
Влияние насадочной линзы на фокусное расстояние.
1 — исходная система;
2 — использование положительной насадочной линзы;
3 — использование отрицательной насадочной линзы.

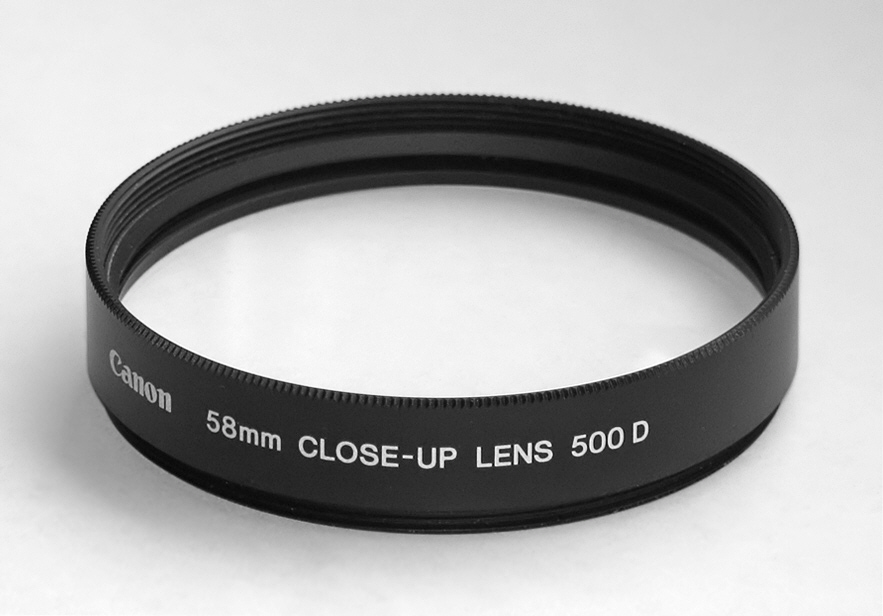
Насадочная линза в 2 диоптрии

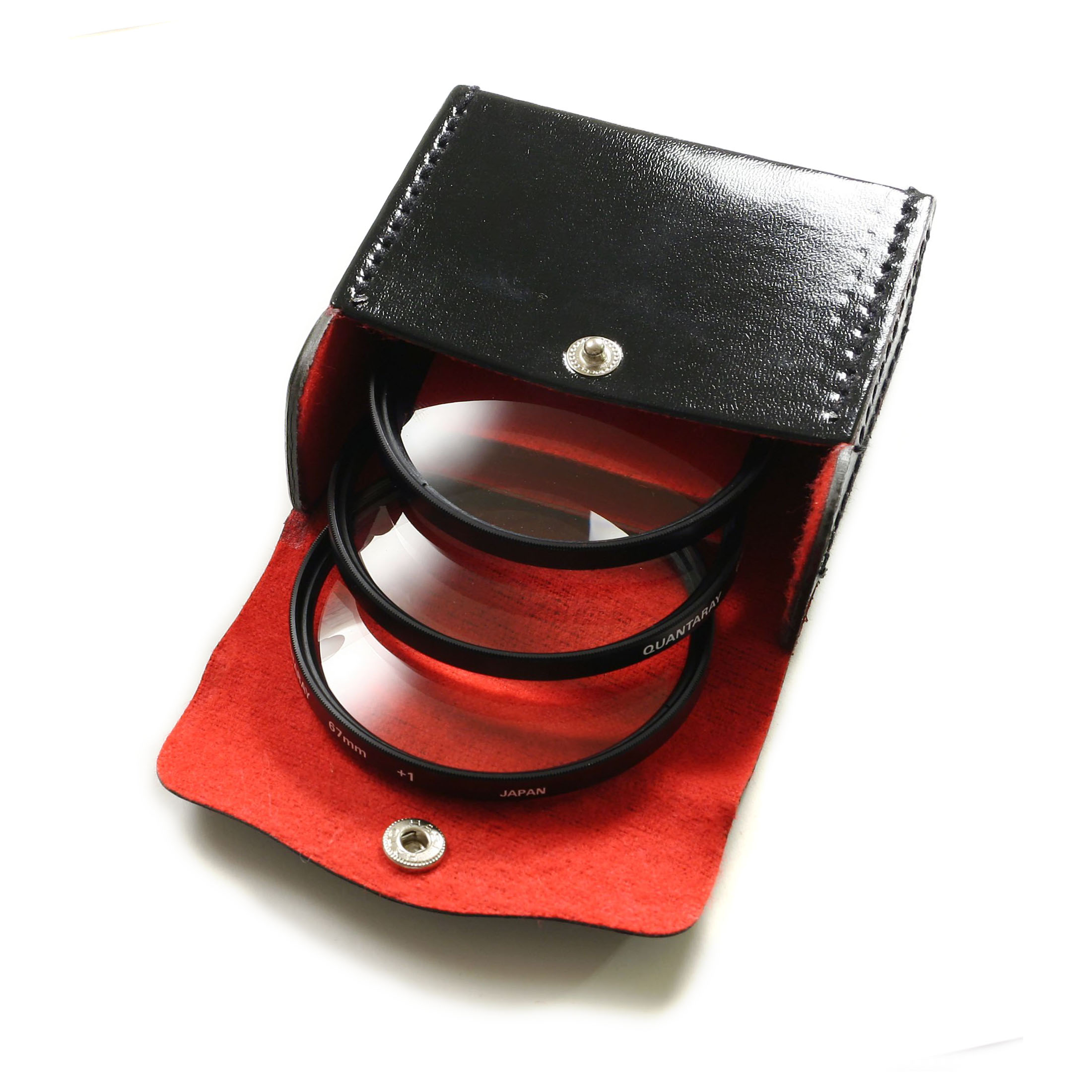
Комплект из трёх насадочных линз

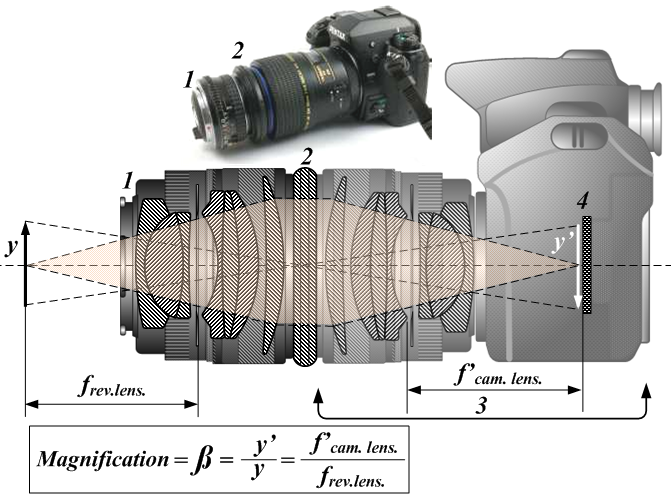
Схема соединения двух объективов

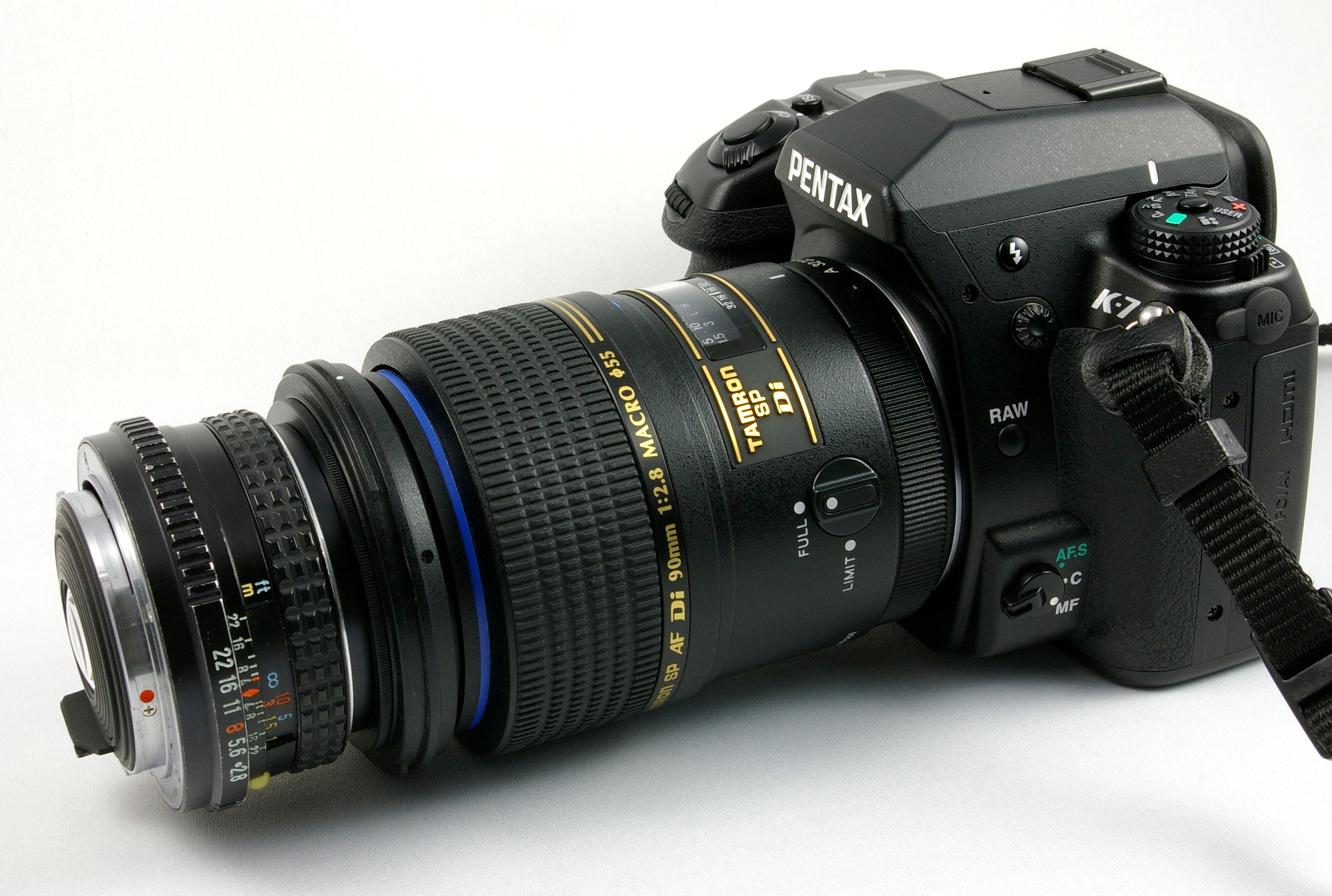
Два объектива на фотоаппарате

- Непросветлённые насадочные линзы могут вносить блики.
- При неправильном изготовлении (вытачивании) корпуса макролинзы или корпуса объектива — более чем за одно закрепление в шпинделе, неизбежны смещения оптической оси (которые не должны превышать 1 мкм), центрировка сбивается и изображение ухудшается.
- Насадочная линза, как правило, ухудшает коррекцию (аберрации) объектива, и тем больше, чем сильнее изменяется фокусное расстояние системы объектив + насадочная линза.
- Чем сильнее макролинза, тем больше вносимые ею искажения, причём они растут нелинейно, поэтому использование, например, двух слабых макролинз +1 Дптр вместо одной сильной +2 Дптр даст лучший результат. Современные макролинзы с меньшей светосилой чем +1 Дптр (как советские F=1738 от КМЗ, и +0.5 Дптр от ИПЗ), не выпускаются.
- При одновременном использовании нескольких макролинз, более слабые должны находится перед более сильными (т.е ближе к объекту), в этом случае искажения будут меньше.
- В простых схемах объективов (триплет, тессар, планар, зоннар) при использовании для макросъёмки линз с фокусным расстоянием порядка 1/20 и менее, от фокусного расстояния объектива, резкость изображения возрастает, так как сферическая аберрация вносимая слабой макролинзой будет меньше, чем таковая у объектива, сфокусированного на МДФ.
- Обычные, не ахроматические линзы, привносят в получаемое изображение сильную радужную окраску, из-за не корригированной хроматической аберрации. Двухэлементные ахроматические макролинзы этого недостатка лишены, но они выпускаются только с большой оптической силой (от +2 у Canon 500D, +3 у Marumi, +3 у Nikon N3T, +4 у АЛ-4 «Точприбор»), и у них проявляются другие аберрации.

- Положительная насадочная линза:
  - Увеличивает относительное отверстие системы (незначительно).
  - Уменьшает минимальную дистанцию фокусировки объектива.
  - Увеличивает масштаб съёмки при неизменном выдвижении объектива.
  - Уменьшает расстояние до резко изображаемого объекта при неизменном выдвижении объектива.
- Отрицательная насадочная линза:
  - Уменьшает относительное отверстие системы (незначительно).
  - Увеличивает минимальную дистанцию фокусировки объектива.
  - Уменьшает масштаб съёмки при неизменном выдвижении объектива.
  - Увеличивает расстояние до резко изображаемого объекта при неизменном выдвижении объектива.

## Расчёт общего фокусного расстояния
Фокусное расстояние системы объектив + насадочная линза определяется по формуле:
{\displaystyle f={\frac {f_{O}f_{H}}{f_{O}+f_{H}-d}}},
где {\displaystyle f} — искомое фокусное расстояние; {\displaystyle f_{O}} — фокусное расстояние объектива; {\displaystyle f_{H}} — фокусное расстояние насадочной линзы; {\displaystyle d} — расстояние между задней главной плоскостью насадочной линзы и передней главной плоскостью объектива. Фокусное расстояние положительной линзы обозначается знаком плюс, а отрицательной — знаком минус.
Задняя главная плоскость отрицательной насадочной линзы, когда она надета на объектив, проходит около вершины объектива.
При применении положительной насадочной линзы к расстоянию от вершины передней линзы объектива до его передней главной плоскости надо добавить толщину линзы в центре, так как у мениска задняя главная плоскость проходит около его вершины.
Насадочная линза изменяет фокусное расстояние объектива, отчего меняется и его относительное отверстие. Это надо учитывать и при самостоятельном расчёте выдержки производить пересчёт шкалы диафрагмы.

## Диоптрийное исчисление
Выбирать насадочную линзу легче с помощью диоптрийного исчисления. Такое исчисление основано на понятии оптической силы линзы, которая тем больше, чем меньше её фокусное расстояние, то есть оптическая сила линзы и величина её фокусного расстояния находятся в обратной зависимости. Поэтому величину, обратную фокусному расстоянию {\displaystyle {\frac {1}{f}}}, принимают за меру оптической силы D линз, то есть
{\displaystyle D={\frac {1}{f}}}
Оптическая сила собирающих и рассеивающих линз и фотографических объективов измеряется в диоптриях. Наиболее распространёнными являются насадочные линзы +1, +2, +4, +10 диоптрий.

## Расчёт оптической силы насадочной линзы
При учёте расстояния между главными задними плоскостями объектива и насадочной линзы {\displaystyle d}, выраженного в метрах, необходимая сила насадочной линзы может быть найдена из выражения:
{\displaystyle D_{H}={\frac {D_{C}-D_{O}}{1+D_{0}d}}}
Фокусное расстояние {\displaystyle f} в метрах системы объектив с фокусным расстоянием {\displaystyle f_{O}} метров + насадочная линза силой {\displaystyle D} диоптрий определяется по формуле:
{\displaystyle f={\frac {f_{O}}{1+f_{O}D}}}

## Дополнительный объектив как насадочная линза
Макросъёмка может производиться составным объективом — двумя объективами, соединёнными передними линзами с помощью реверсивных (оборачивающих) колец. Реверсивные (оборачивающие) кольца имеют две наружные резьбы. Два объектива оказываются соединёнными передними линзами друг к другу, один из объективов присоединён к камере обычным способом. Дополнительный объектив фактически становится насадочной линзой.